# WHITE OUT 〜memory of a color〜
「WHITE OUT 〜memory of a color〜」（ホワイト アウト メモリー・オブ・ア・カラー）は、日本のロックバンド・L'Arc〜en〜Cielのベーシスト、tetsuyaがTETSU69名義で発表した通算4作目のシングル。2003年2月13日発売。発売元はワーナーミュージック・ジャパンの社内レーベル、DREAM MACHINE内に設けた自身の主宰レーベル、SPROUSE。

## 解説
前作「15 1/2 フィフティーンハーフ」から約4ヶ月ぶりとなるシングル。本作発売の約3ヶ月前にリリースした1stアルバム『Suite November』からのリカットシングルとなっている。
表題曲「WHITE OUT 〜memory of a color〜」は、アルバム『Suite November』に収録された「WHITE OUT」のリアレンジバージョンとなっており、アルバム収録版からシンセサイザーの音などが追加される一方、生ドラムがカットされている。また、このシングルに収録されたバージョンでは、アルバム収録版からテンポを落とし、新たにtasukuを共同編曲者に迎えリアレンジ作業が行われている。また、アルバム収録版の制作陣とは異なるメンバーでレコーディングが行われており、各楽器のフレーズも変更されている。今回tasukuの他に、ギタリストとして林部直樹（米米CLUB）、シンセサイザーオペレーターとして飯田高広が招聘されている。なお、この曲はリカットシングルとして発表されているため、現在までフィジカルアルバムに収録されていない。ただ、2022年7月1日にソロ名義でリリースしたシングル・アルバムの音楽ストリーミングサービスへの公開を開始した際、アルバム『Suite November』が『Suite November -Complete Edition-』として発表され、このコンプリート版で初めて表題曲がアルバムに収録されることになった。
ちなみに、本作に収録されたバージョンに関するデータは、当時のレーベル代表が保管していたが、後年に紛失してしまったという。このエピソードは、2018年に自身がパーソナリティーを務めるインターネットラジオ番組で明かされており、TETSU69は「ライヴでこの曲だけやってないのはデータが無いからなんです」と語っている。その後自身の手により、本作に収録されたバージョンに限りなく寄せたアレンジで作り直され、2022年にソロ活動20周年を記念し開催したライヴ「TETSUYA 20th ANNIVERSARY LIVE」で久々に披露されることになった。
カップリングには、表題曲のアルバム収録版である「WHITE OUT」に加え、前作の表題曲「15 1/2 フィフティーンハーフ」のリミックスが収録されている。なお、リミックスは、音楽プロデューサーの大川タツユキが手掛けている。
本作は、通常盤（CD）のみの1形態で発売されている。通常盤の初回限定仕様は、スーパーピクチャーレーベルかつカラー歌詞カード仕様となっている他、「BAKED PENDANT」（全5種）がランダムで1枚封入されている。
なお、本作の発表をもってワーナーミュージック・ジャパンとの契約が終了している。その後tetsuyaは、2005年にTETSU69名義でトリビュート・アルバム『LOVE for NANA 〜Only 1 Tribute〜』に自身が作詞・作曲した楽曲「REVERSE」を提供。2006年には、当時L'Arc〜en〜Cielで活動する際に使用していたtetsu名義でライヴイベント「天嘉 伍 -DANGER Ⅴ-」に出演している。そして2007年からは、再びKi/oon Recordsに戻り、tetsu名義で次作「Can't stop believing」を発表している。そのため、TETSU69名義で発表したソロ名義の単独作品は、本作が最後となっている。

## 収録曲
| #  | タイトル                                                   | 作詞    | 作曲    | 編曲/リミックス            | 時間 |
| -- | ---------------------------------------------------------- | ------- | ------- | -------------------------- | ---- |
| 1. | 「WHITE OUT 〜memory of a color〜」                        | TETSU69 | TETSU69 | TETSU69・tasuku（編曲）    | 5:36 |
| 2. | 「WHITE OUT (Album Ver.)」                                 | TETSU69 | TETSU69 | TETSU69・鈴木智文（編曲）  | 4:55 |
| 3. | 「15 1/2 フィフティーンハーフ (Beyond The Rainbow Remix)」 | TETSU69 | TETSU69 | 大川タツユキ（リミックス） | 6:06 |
| 4. | 「WHITE OUT 〜memory of a color〜 (instrumental)」         |         | TETSU69 | TETSU69・tasuku（編曲）    | 5:33 |

## 参加ミュージシャン
- WHITE OUT 〜memory of a color〜
  - Words & Music by TETSU69
  - Arranged by TETSU69 and tasuku
    - TETSU69：Vocal, Back Ground Vocals, Bass, Guitar and Guitar Solos
    - 林部直樹：Guitars
    - tasuku：Guitar and Programming
      - tasuku is for tearbridge production

    - 飯田高広：Synthesizer Operation
    - 服部敦（Hi-five）：Engineered
    - 稲田範紀（Hi-five）：Additional Pro Tools Operation
- WHITE OUT
  - Words & Music by TETSU69
  - Arranged by TETSU69 and 鈴木智文
    - TETSU69：Vocal, Back Ground Vocals, Falsetto Voices, Bass, Guitar and Guitar Solos
    - 鈴木智文：Guitars and Programming
    - 村石雅行：Drums and Tambourine
    - 森岡徹也：Engineered

## 収録アルバム
- 『Suite November』 (#2)
- 『Suite November -Complete Edition-』 (#1、#2)

## タイアップ
WHITE OUT 〜memory of a color〜
- 日本テレビ系番組『2003年横浜国際女子駅伝』イメージソング